# Eulalius (ellenpápa)
Eulalius (380 körül – 423) volt az ötödik ellenpápa a keresztény egyház történetében. Fellépése történelmi jelentőségű volt. 418. december 27-én választották meg pápának, és hivatalát 419. április 29-éig viselte. 
Életéről és származásáról szinte semmit nem írnak a krónikák. Mielőtt közel került volna a pápai trónhoz Laterán érseke volt. Megválasztására az adott apropót, hogy a császár, Honorius nem támogatta Bonifácot, aki viszont bizonyosan a legesélyesebb várományosa volt a pápai trónnak. Így a történelemben először történt meg, hogy világi uralkodó avatkozott bele az egyházfő megválasztásába, kilétébe. A hivatalos zsinat napja előtt egy nappal a császár is összehívott egy zsinatot, amelyen a papság egy része Eulaliust választotta meg az egyház élére. A klérus másik része azonban nem ijedt meg a császár választásától, és másnap december 28-án az egyház vezetőjének választották Bonifácot. A császár felesége is Bonifác primátusát támogatta, így Honorius úgy határozott, hogy tartanak egy második zsinatot, és ott döntenek az egyházfő kilétéről. De addig a két jelöltnek el kell hagynia Rómát. Bonifác megtartotta a császár parancsát, de Eulalius húsvét ünnepére visszatért a városba. A császár ezért megfosztotta hivatalától.
419-ben tehát I. Bonifác pápa egyedül ülhetett a pápai trónra. Eulalius nem fordult el az egyháztól és a pápától. Rómából Antiumba száműzték. I. Celesztin pápa idején püspök lett, de szűk egy év múlva, 423-ban meghalt.